# 3-as busz (Hajdúszoboszló)
A hajdúszoboszlói 3-as jelzésű autóbusz az Autóbusz-állomás és a Tesco áruház között közlekedik. A járatot a Volánbusz üzemelteti.

## Története
2020. július 13-án indult a Tesco áruház kiszolgálásának érdekében.

## Útvonala
| Tesco áruház felé | Autóbusz-állomás felé |
| --- | --- |
| Autóbusz-állomás vá. – Sport utca – Fürdő utca – Debreceni út – Szilfákalja – Hősök tere – Dózsa György út – Kabai út – Tesco áruház vá. | Tesco áruház vá. – Kabai út – Dózsa György út – Hősök tere – Szilfákalja – Debreceni út – Fürdő utca – Sport utca – Autóbusz-állomás vá. |

## Megállóhelyei
| 0  | Autóbusz-állomás végállomás | 10 | 1, 1A, 2, 2A 4445, 4446, 4473, 4475, 4476, 4477, 4542 1343, 1344, 1372, 1441, 1443, 1444 |
| 2  | Szabadság Szálló            | 8  | 1, 1A, 2A 4446, 4473, 4475, 4476, 4477                                                   |
| 5  | Forrás Áruház               | 5  | 1, 1A, 2A 4446, 4473, 4475, 4476, 4477, 4542 1443, 1444                                  |
| 10 | Tesco áruház végállomás     | 0  |                                                                                          |